# Arkadelphia
Arkadelphia is een plaats (city) in de Amerikaanse staat Arkansas, en valt bestuurlijk gezien onder Clark County.

## Demografie
Bij de volkstelling in 2000 werd het aantal inwoners vastgesteld op 10.912.
In 2006 is het aantal inwoners door het United States Census Bureau geschat op 10.475.

## Geografie
Volgens het United States Census Bureau beslaat de plaats een oppervlakte van 19,1 km². Arkadelphia ligt op ongeveer 55 m boven zeeniveau en ligt aan de oever van de Ouachita.